# Junim (distrito)
Junim (Junín) é um distrito do Peru, situado na província de Junim, na região de Junim.

## Transporte
O distrito de Junim é servido pela seguinte rodovia:
- PE-3NG, que liga o distrito de Chicla (Região de Lima) à cidade de San Pedro de Cajas (Região de Junim)
- PE-3N, que liga o distrito de La Oroya (Região de Junim) à Puerto Vado Grande (Fronteira Equador-Peru) no distrito de Ayabaca (Região de Piura)
- JU-100, que liga o distrito à cidade de Ondores [3][4][5]